# Batrachyla
Batrachyla es un género de anfibios de la familia Batrachylidae. Sus especies se distribuyen en regiones templadas y frías del sudoeste de América del Sur.

## Distribución, características y costumbres
Sus especies habitan en matorrales y bosques húmedos, dominados por distintas especies de Nothofagus, en el sudoeste de la Argentina y en Chile, desde la latitud 32°S hasta la 46°S, y desde el nivel del mar hasta los 1000 m s. n. m. Se alimentan mayormente de pequeños artrópodos, como insectos y arácnidos.

## Taxonomía
Este género era incluido en la subfamilia Telmatobiinae de la familia Leptodactylidae. Posteriormente pasó a formar parte de la subfamilia Batrachylinae de la familia Ceratophryidae.

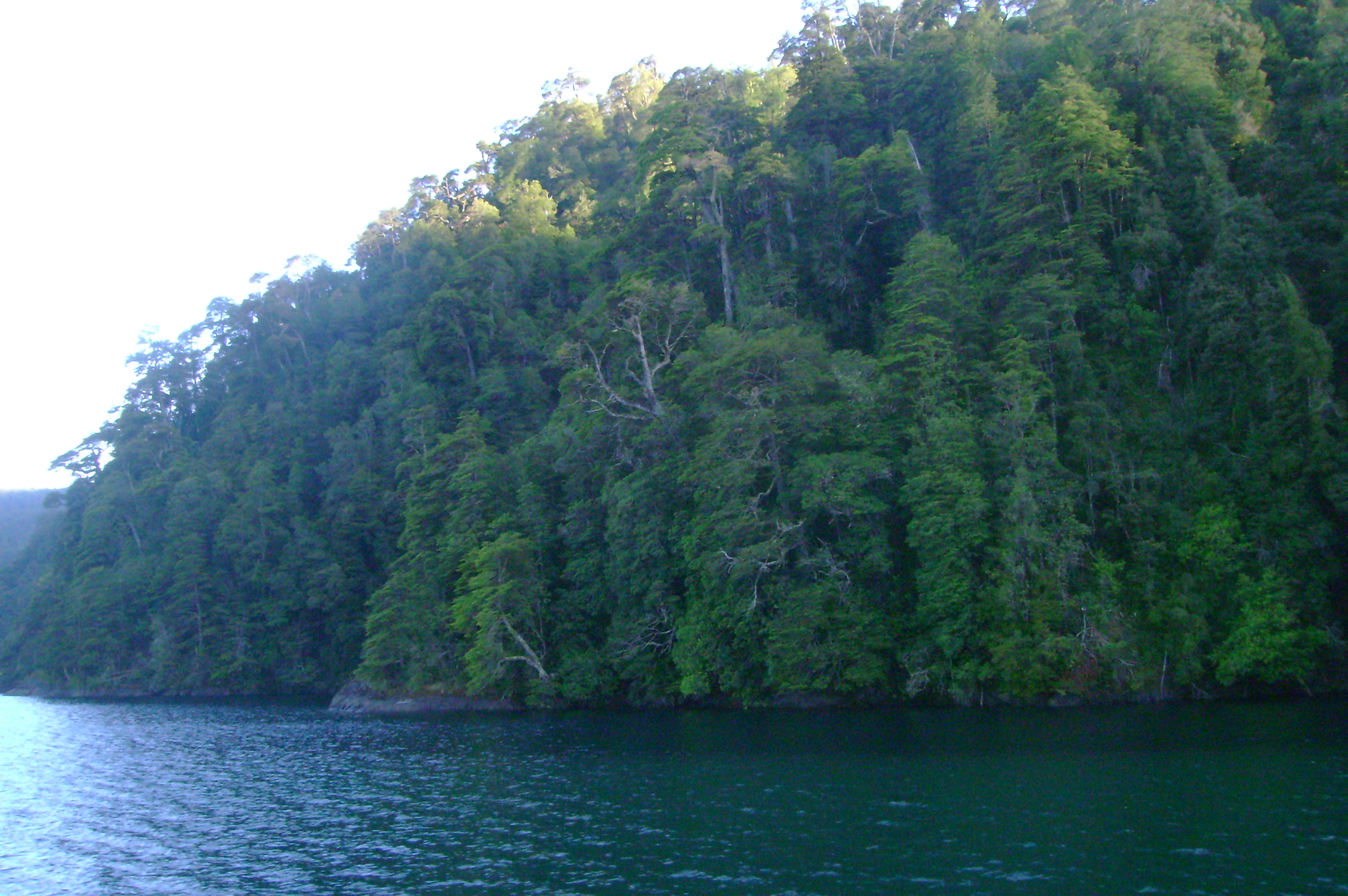
Lago Pirihueico en el sur de Chile, rodeado de bosques de coihues comprendidos en la provincia fitogeográfica subantártica; ejemplo del hábitat de este género.

### Especies
Este género contiene 5 especies reconocidas:
- Batrachyla antartandica Barrio, 1967[3]
- Batrachyla fitzroya Basso, 1994[4]
- Batrachyla leptopus Bell, 1843
- Batrachyla nibaldoi Formas, 1997[5]
- Batrachyla taeniata (Girard, 1855)

## Estado de conservación
Sus especies se encuentran bajo algún estado de amenazada de extinción, por variados factores, entre ellos la pérdida de su hábitat natural, lo limitado de su geonemia, etc.